# Aréna Omsk
Aréna Omsk (rusky Арена Омск) byla otevřena 31. srpna 2007 v Omsku a v provozu byla až do srpna 2018, kdy byla zavřena kvůli konstrukčním nedostatkům. Definitivně byla zdemolována 11. září 2019 a později na jejím místě vyrostla po všech stránkách modernější G-Drive Arena. 
Multifunkční sportovní komplex byl využívány hlavně k hokeji. Kapacita sedadel určených k hokeji byla přibližně 10 300, ke koncertům byla přibližně 11 000 sedadel. Výstavba stála 150 miliónu USD. Původní vlastník je Roman Abramovič roku 2012 převedl arénu na hokejový klub Avangard Omsk.

## Údaje
- Název – Aréna Omsk
- Umístění – Omsk
- Otevření – 31. srpna 2007
- Kapacita – k hokeji – 10 300 sedadel, ke koncertům 11 000 sedadel
- Náklady – 150 miliónu USD